# Georg Franz Stockmann

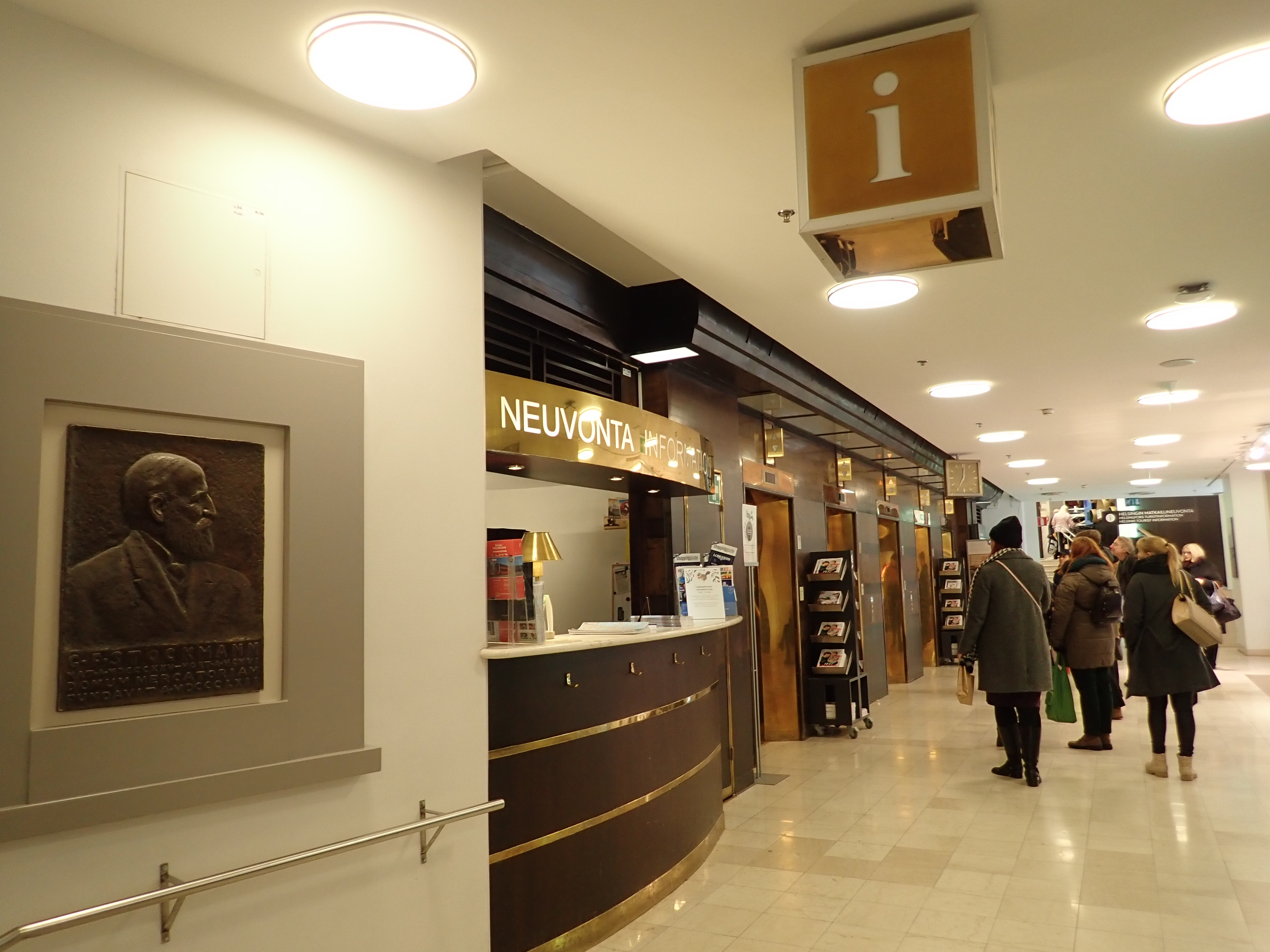
Minnesplakett på Stockmann i Helsingfors

Georg Franz Stockmann, född 14 januari 1825 i Ritzerau, Schleswig-Holstein, död 6 januari 1906 i Kreuznach, Rheinland-Pfalz, var en tysk-finsk affärsman, kommerseråd och grundare av varuhuset Stockmann i Helsingfors.
Stockmann flyttade 1852 till Finland efter att ha fått anställning som bokhållare vid Nuutajärvi glasbruk. När bruket startade försäljningsverksamhet i Helsingfors 1858 utnämndes Stockmann till föreståndare för den första filialen. Affären byggdes ut och utvecklades till en "lanthandel mitt i staden", med tyger, hushålls- och järnvaror.
Stockmann erhöll finskt medborgarskap 1860 och 1862 köpte han affären och ändrade dess namn till G.F. Stockmann. Han utvecklade verksamheten till att även omfatta partihandel och 1902 gjorde han om sitt företag till aktiebolag, med namnet G.F. Stockmann Aktiebolag.
Stockmann gifte sig 1855 med Betty Dorotea Johanna Block. Hans affärsverksamhet övertogs av sonen Karl Stockmann.
Han är begravd på Sandudds begravningsplats i Helsingfors.